# NGC 1568
NGC 1568 è una galassia lenticolare che fa parte di una coppia di galassie interagenti, situata nella costellazione dell'Eridano, a una distanza di circa 215 milioni di anni luce dalla nostra Via Lattea.

## Scoperta
La galassia è stata scoperta il 2 ottobre 1886 dall'astronomo statunitense Lewis Swift.

## Descrizione
Data la sua luminosità superficiale pari a 14,96, NGC 1568 può essere classificata come una galassia a bassa luminosità superficiale (nella letteratura in lingua inglese abbreviata in LSB, acronimo di Low Surface Brightness). Le galassie LSB sono galassie di tipo diffuso (D) con una luminosità superficiale inferiore di almeno una magnitudine a quella del cielo notturno circostante.

## Galassie interagenti
Nelle immagini riprese dall'indagine astronomica SDSS, NGC 1568 appare in interazione gravitazionale con la debole vicina PGC 15034. Le due galassie si trovano alla stessa distanza dalla nostra Via Lattea. Nelle immagini si nota che da PGC 15034 si diparte una lunga coda che si estende fino all'interno di NGC 1568. Questa lunga coda è chiaramente collegata a un'interazione gravitazionale tra le due galassie che è avvenuta nel passato o è ancora in corso.
Sul sito SEDS, PGC 15034 viene indicata come NGC 1568-1, mentre NGC 1568 è designata come NGC 1568-2. Il database NASA/IPAC designa PGC 15034 come NGC 1568A.